# Achen (Moselle)
Achen település Franciaországban, Moselle megyében. Lakosainak száma 970 fő (2022. január 1.). Achen Bining, Etting, Gros-Réderching, Kalhausen, Wiesviller, Wittring és Wœlfling-lès-Sarreguemines községekkel határos.

## Népesség
A település népességének változása:
| Lakosok száma | 875  | 896  | 929  | 989  | 998  | 1003 | 1011 | 991  | 983  | 970  |
|               | 1968 | 1982 | 1990 | 2006 | 2013 | 2015 | 2017 | 2019 | 2020 | 2022 |